# Ахмед ел Шара
Ахмед Хусеин ел Шара (арап. أحمد حسين الشرع; Ријад, 29. октобар 1982), познат и као Абу Мухамед ел Џулани (арап. أبو محمد الجولاني), је сиријски револуционар, војсковођа, политичар и актуелни председник Сирије од 29. јануара 2025. године. Био је вођа исламистичких организација Тахрир ел Шама и Ал Нусре.
Дуго година је био припадник терористичке организације Ал Каида. Последњих година износио је умереније ставове, сугерисао да нема порив да води рат против западних држава и обећао да ће штитити мањине.

## Рани живот
Рођен је 29. октобра 1982. године у Ријаду где је тада радио његов отац. Пореклом је са Голанске висоравни. Породица се 1989. године вратила у Дамаск.

## Рат у Ираку
Отпутовао је у Ирак након америчке инвазије и прикључио се Ал Каиди. Био је у америчком заробљеништву једно време у Ираку.

## Грађански рат у Сирији
Након почетка грађанског рата у Сирији, прешао је у Сирију како би проширио утицај Ал Каиде. Био је вођа Ал Нусра Фронта, филијале Ал Каиде у Сирији.
Стејт департмент САД га је ставио на списак светских терориста и објавио награду од 10 милиона долара за информације које би довеле до његовог хапшења. Упркос томе, 6. децембра 2024. је за америчку ТВ мрежу CNN уживо дао интервју и није био ухапшен. До децембра 2024. године се и даље налазио на званичној потерници FBI, у којој између осталог стоји да ко год има податке о њему треба да их јави најближој америчкој амбасади или конзулату, или да податке или дојаву пошаље путем интернета. У децембру 2024. године, САД су повукле награду од 10 милиона долара за информације које би довеле до његовог хапшења.
Године 2017. основао је исламистичку организацију Тахрир ел Шам и успоставио Сиријску владу спаса у Идлибу.

## Пад Асадовог режима и преузимање власти
Након офанзиве сиријске опозиције и пада Асадовог режима у децембру 2024. године, успостављена је Сиријска прелазна влада, а ел Шара је постао дефакто вођа Сирије.
Дана 24. децембра, ел Шара је најавио распуштање и спајање наоружаних групација бивше сиријске опозиције у реформисано Министарство одбране. Пар дана касније изјавио је да очекује да ће процес писања новог устава Сирије трајати две или три године, а да се избори очекују након четири године.
Званично је именован за прелазног председника Сирије 29. јануара 2025. године. Његова прва званична посета иностранству десила се 2. фебруара када је отпутовао у Саудијску Арабију и састао се са престолонаследником Мухамед ибн Салманом.

## Лични живот
Његов отац Хусеин ел Шара је био економиста и насеристички активиста. Његов брат Махер је лекар и актуелни министар здравља Сирије.